# Ostrokrzew kolczasty
Ostrokrzew kolczasty (Ilex aquifolium L.) – gatunek krzewu z rodziny ostrokrzewowatych. Występuje w stanie dzikim w Europie i Afryce. Rośnie jako roślina podszytowa różnych drzewostanów liściastych. Jest szeroko rozpowszechniony w uprawie w Europie Zachodniej i w Ameryce Północnej jako roślina ozdobna.

## Morfologia
PokrójOsiąga wysokość do 25 m, przyjmuje formę krzewiastą lub małego drzewa.
LiścieJajowate, eliptyczne, długość do 12 cm, ciemnozielone, skórzaste, z wierzchu błyszczące, kolczaste na brzegach.
KwiatyGatunek dwupienny. Kwitnie od maja do czerwca.
OwoceKuliste lub elipsoidalne, krwistoczerwone, nieduże, trujące. Dojrzałe owoce utrzymują się na gałązkach w ciągu zimy.

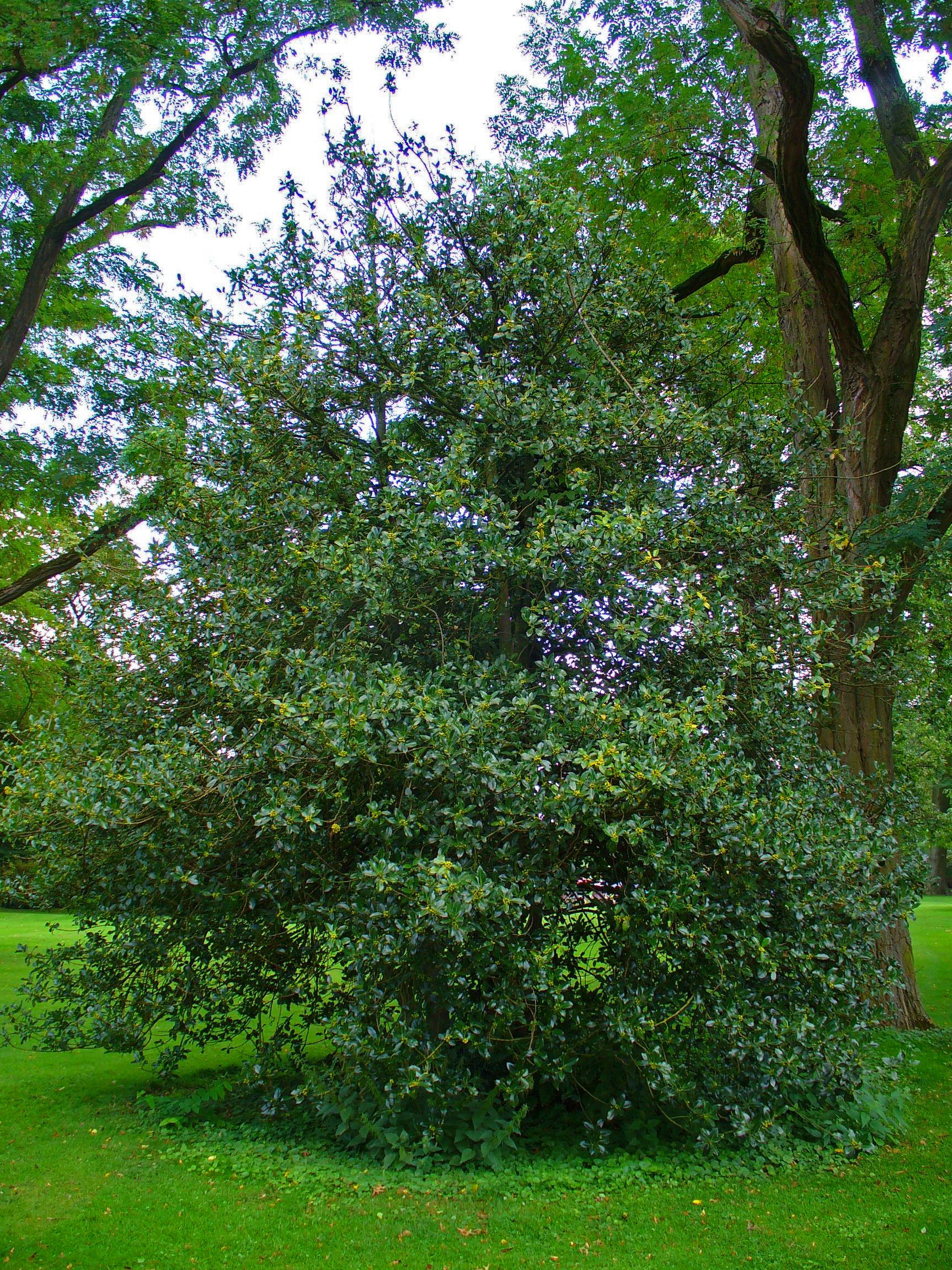
Pokrój
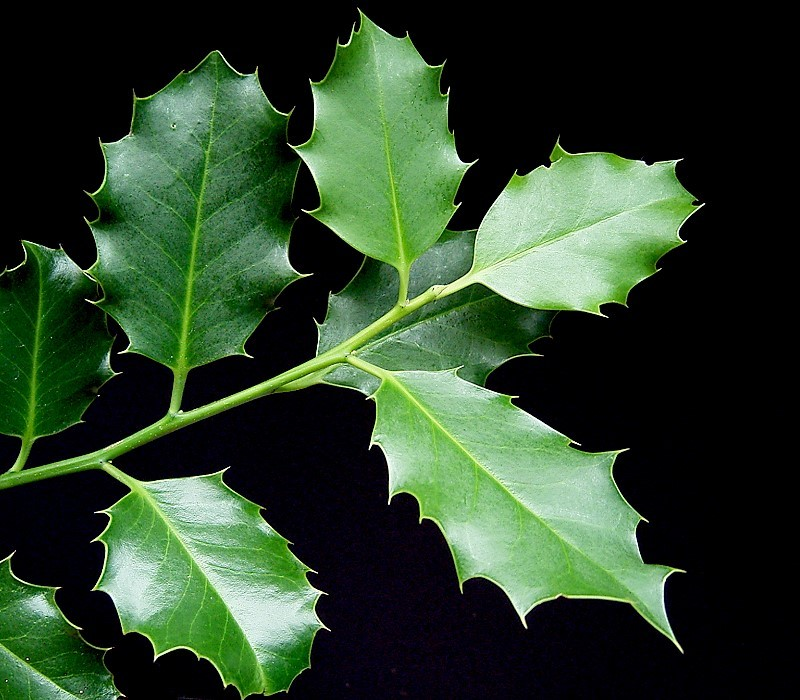
Liście
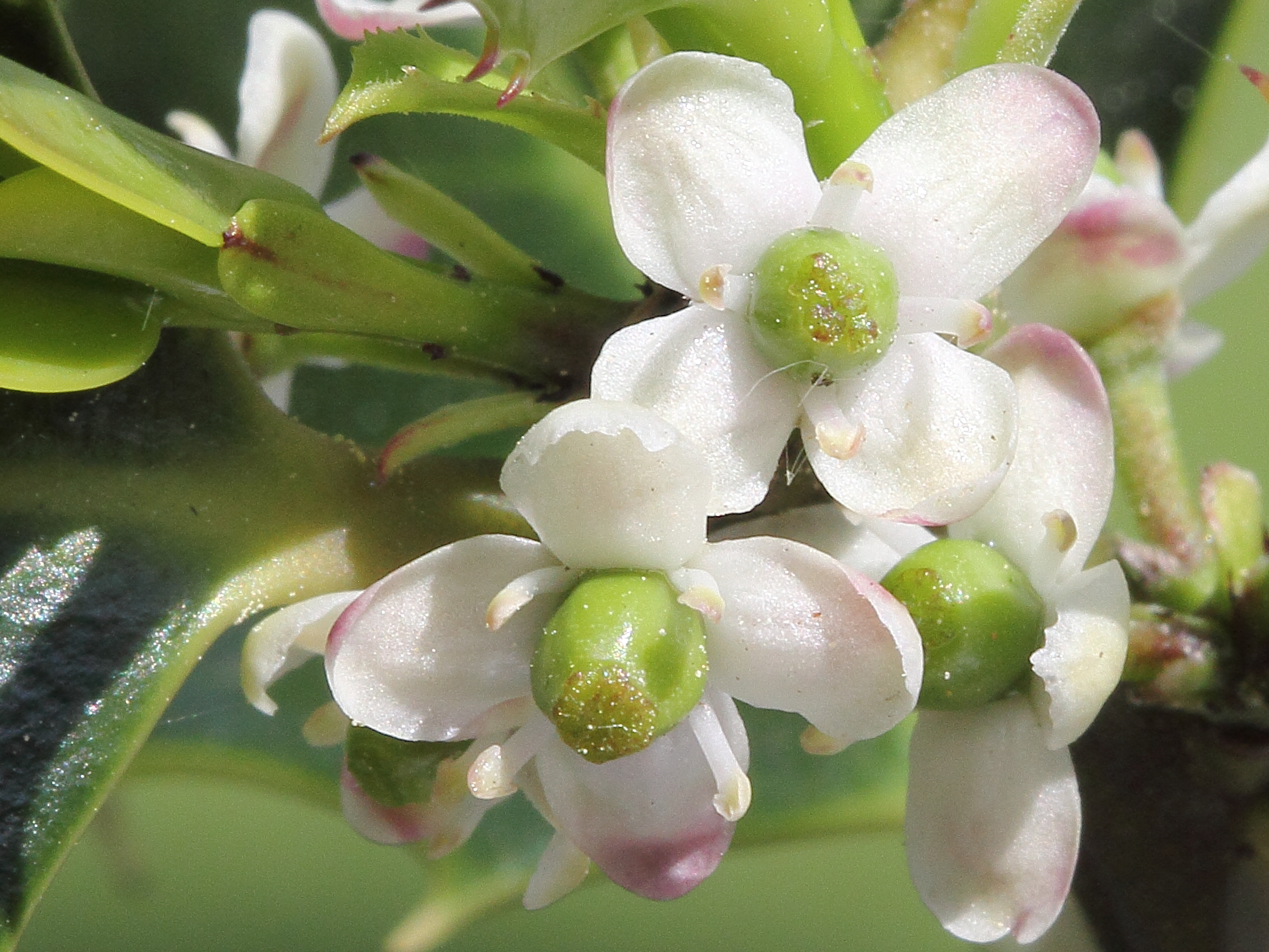
Kwiaty żeńskie
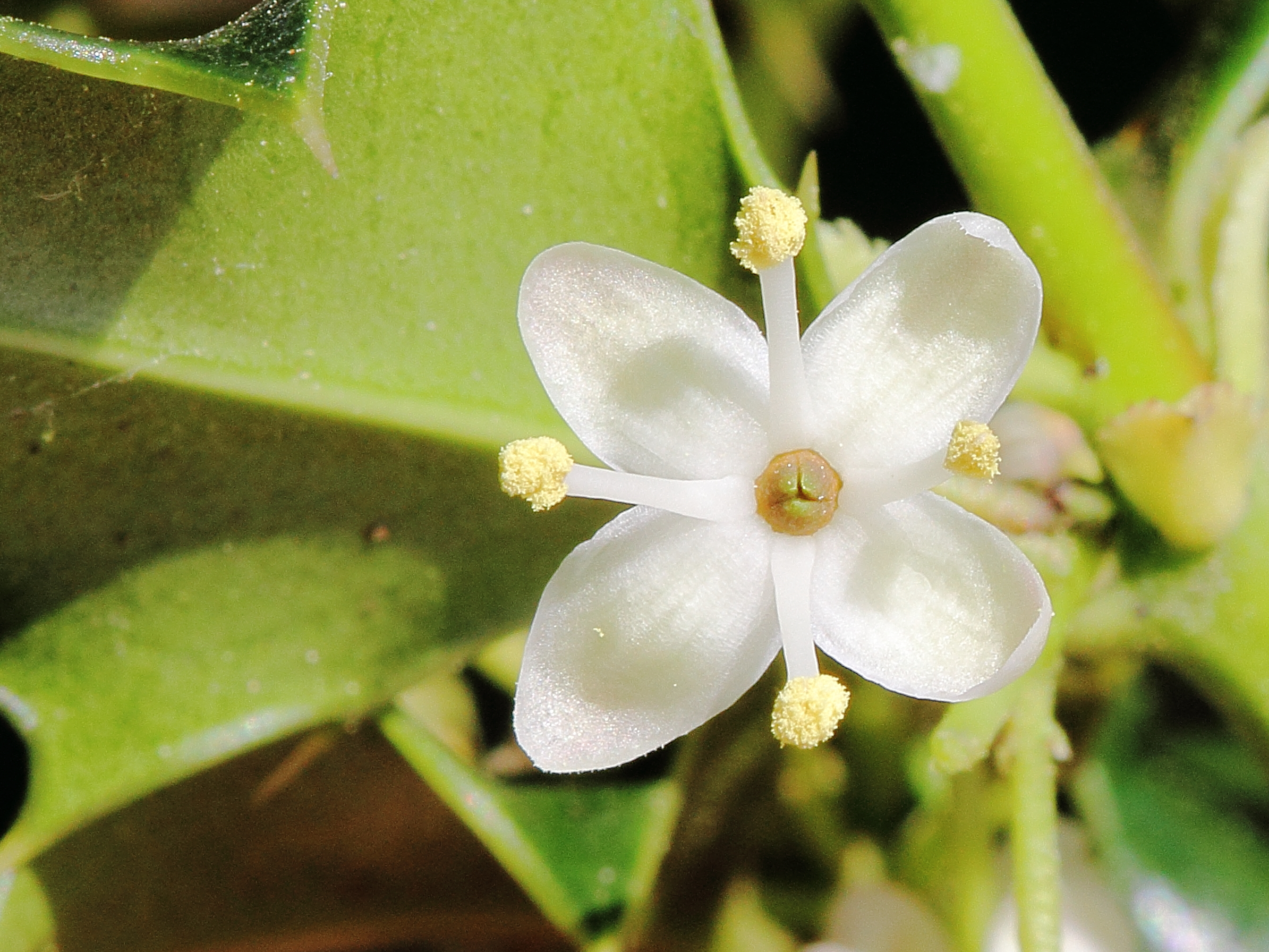
Kwiaty męskie
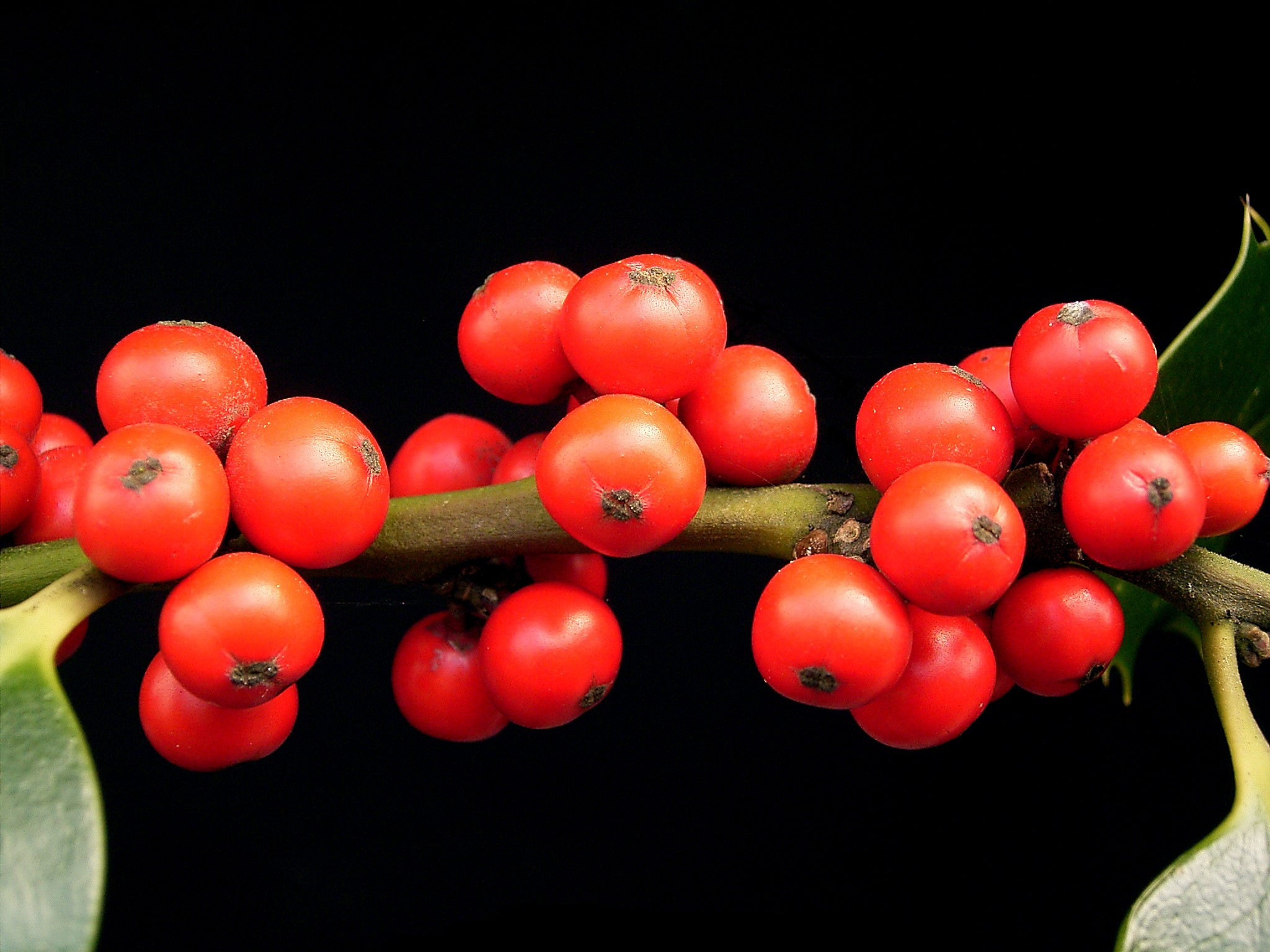
Owoce

## Zastosowanie
- Roślina ozdobna: W Polsce bywa uprawiany, ale podczas podczas surowych zim przemarza[5]. Jest wykorzystywany do dekoracji mieszkań w okresie Bożego Narodzenia.